# Natt och Dag

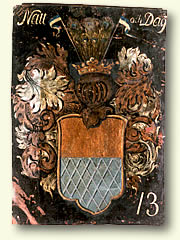
Escudo de armas de la familia Natt och Dag

Nat och Dag (sueco: Noche y Día) fue una dinastía legendaria, un clan nórdico de Suecia cuyo origen se remonta a la Era vikinga. Según el genealogista Gabriel Anrep (1821-1907), el primer ancestro de la familia fue Sygtrygg, un acaudalado bóndi de Närke que, según Snorri Sturluson, en el invierno de 1030 hospedó a Olaf II el Santo y que su hijo Ivar a partir de entonces se convirtió en un personaje distinguido.
No obstante, la primera evidencia escrita en un registro legal no aparece hasta el siglo XIII con la figura de un caballero, jefe judicial y consejero de Värend, llamado Nils Sigridsson, y fechado el 11 de mayo de 1280.  
Entre sus miembros más destacados se encuentran los regentes de Suecia, Svante Nilsson (1460 – 1512), Sten Sture el Joven (1493 – 1520) y más recientemente, el escritor Niklas Natt och Dag (1979-)